# Station Oosterbeek
Station Oosterbeek is een spoorwegstation aan de Rhijnspoorweg, gelegen tussen de stations Wolfheze en Arnhem. Aanvankelijk heette het station "Oosterbeek Hoog" ter onderscheid van het station "Oosterbeek Laag" (gelegen aan de spoorlijn Arnhem - Nijmegen). Oorspronkelijk lag het, zoals veel andere stations langs de Rhijnspoorweg, op aanzienlijke afstand van het dorp. Na de aanleg van de spoorlijn ontwikkelde de vlak bij het station gelegen buurtschap Drijen zich snel.
Het oorspronkelijke station was slechts een provisorisch onderkomen. In 1878 werd een definitief gebouw geplaatst, omstreeks 1900 gevolgd door een vrijwel identiek gebouw aan de andere (noordelijke) zijde van het spoor. Aanvankelijk hadden de treinen komend vanuit Arnhem een opdruklocomotief nodig om de relatief steile helling aan te kunnen. Tussen de beide stationsgebouwen lag dan ook een wissel om de opdruklocomotief terug te kunnen laten keren naar Arnhem. Het stationsgebouw ging in 1944 als gevolg van oorlogshandelingen verloren. Direct na de bevrijding werd het station herbouwd. Nadat de NS het station in 1970 niet langer bemande werden de gebouwen in 1972 afgebroken.
Het station is gelegen in een ingraving, direct naast een viaduct over het spoor, en bestaat tegenwoordig uit niet veel meer dan de twee perrons. Bovenaan is wel een fietsenstalling, naast het voormalige eindpunt van lijn 1 van de Arnhemse trolleybus. Dit station is het kleinste station langs de Rhijnspoorweg, sinds er nog geen 500 reizigers per dag via station Oosterbeek reizen.

## Treinen
In dienstregeling 2025 stopt de volgende treinserie in Oosterbeek:
| Serie | Treinsoort    | Route                                         | Bijzonderheden |
| ----- | ------------- | --------------------------------------------- | -------------- |
| 7500  | Sprinter (NS) | Ede-Wageningen – Oosterbeek – Arnhem Centraal |                |

Tijdens de Airborne Wandeltocht in september stoppen er ook intercitytreinen op dit station.

## Afbeeldingen

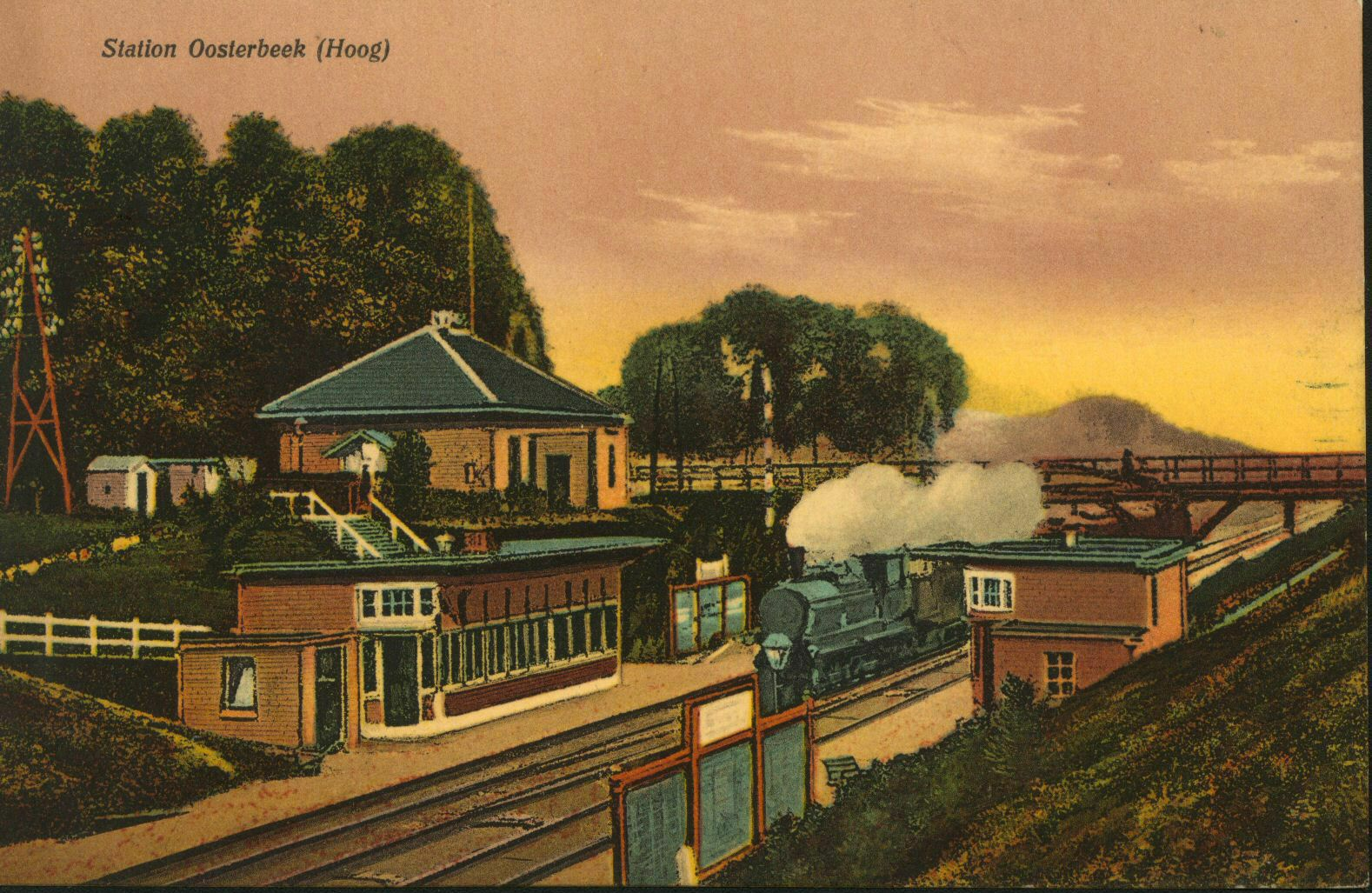
Station rond 1920-1925
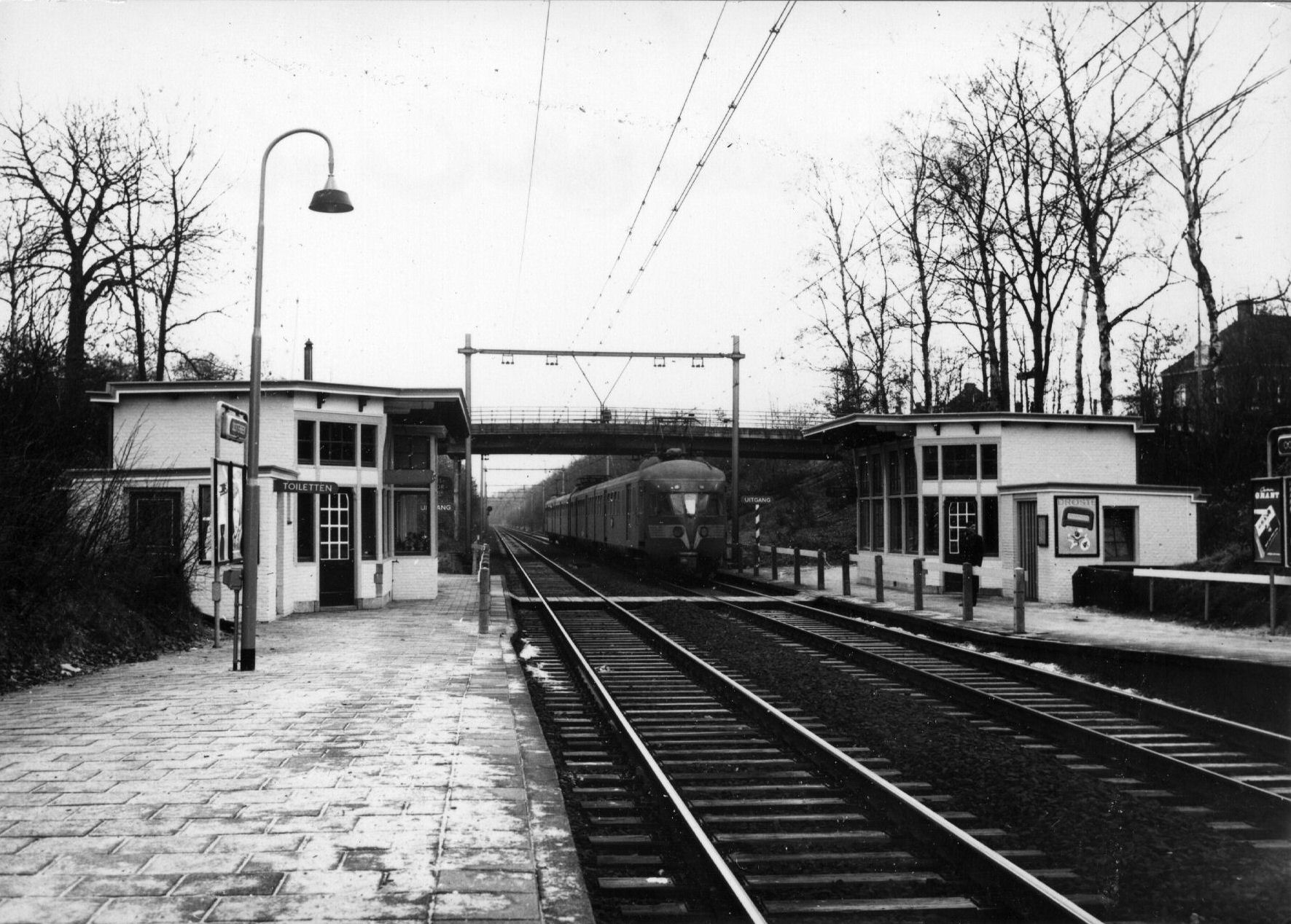
Mat '46 op het station (1965)
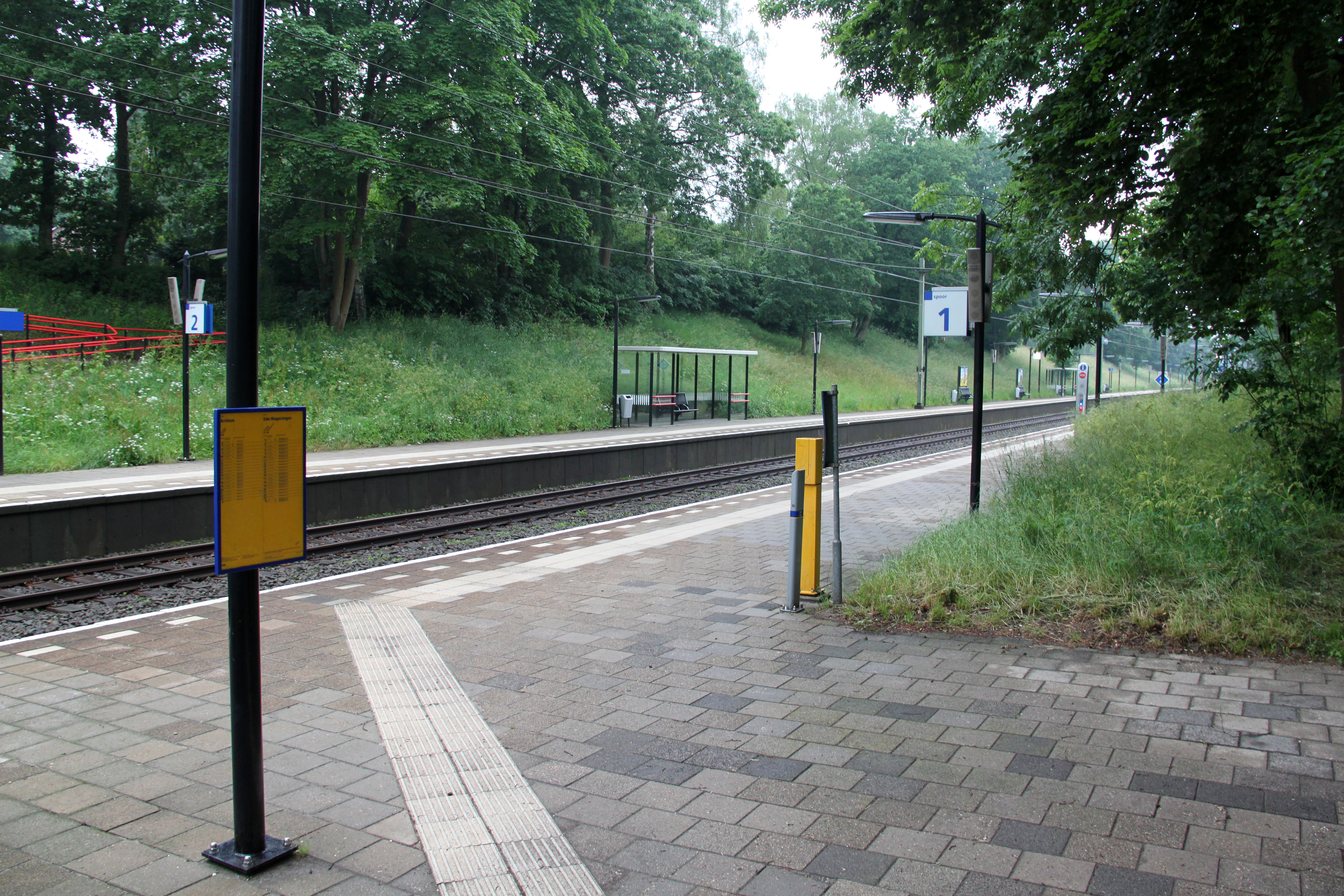
Perrons (2012)
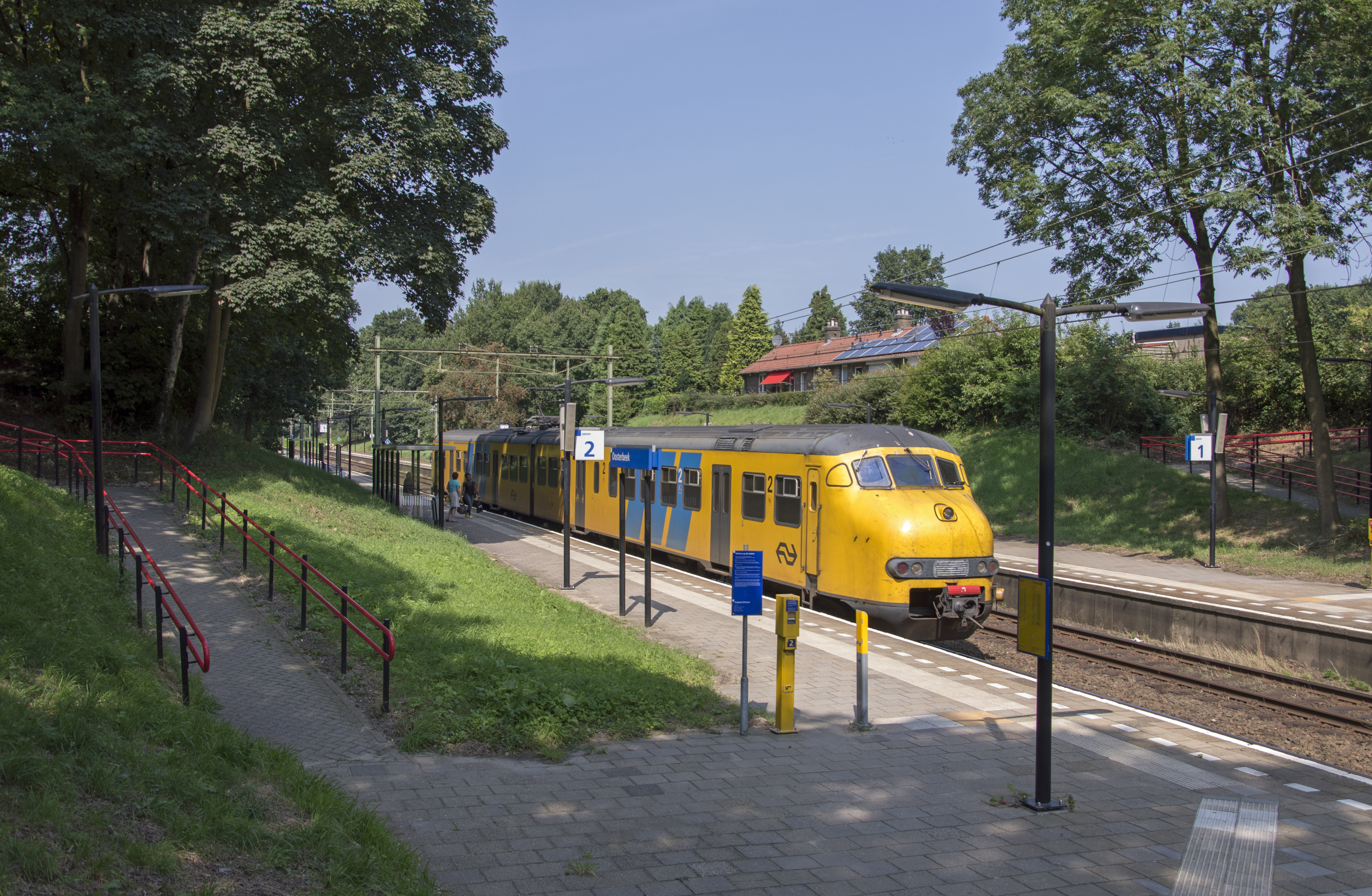
Plan V op het station
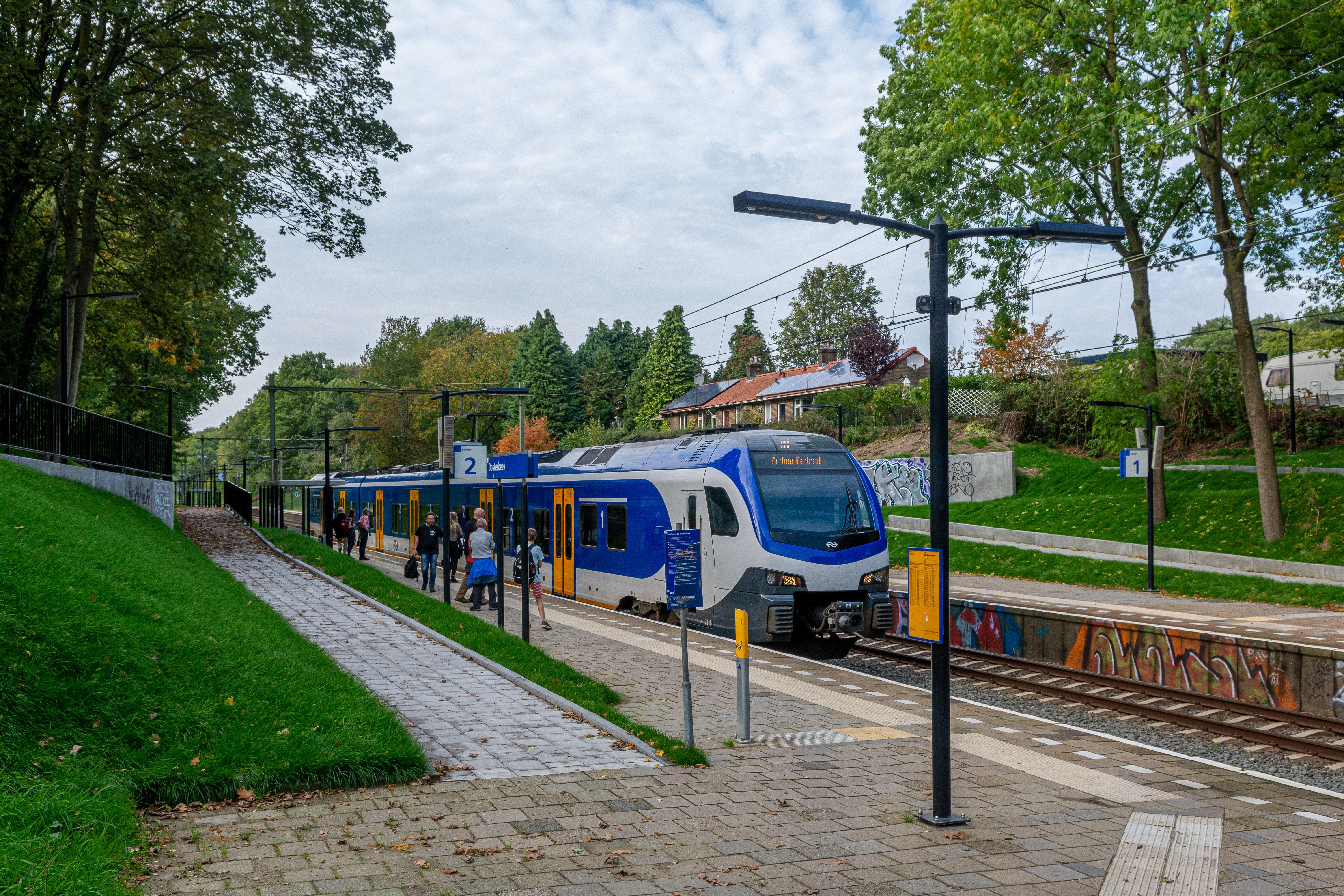
Een sprinter richting Arnhem Centraal op het station
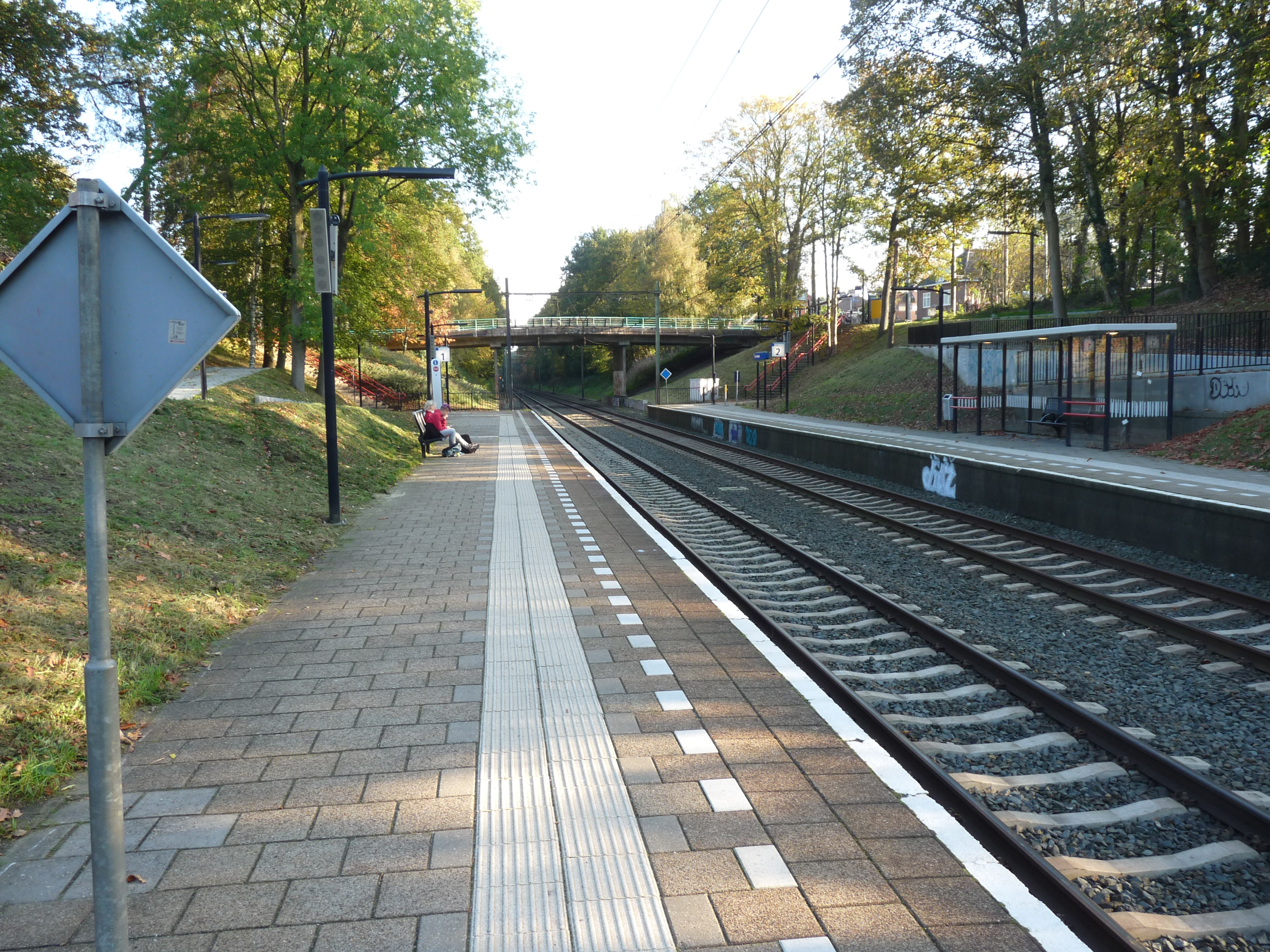
Perrons (2019)
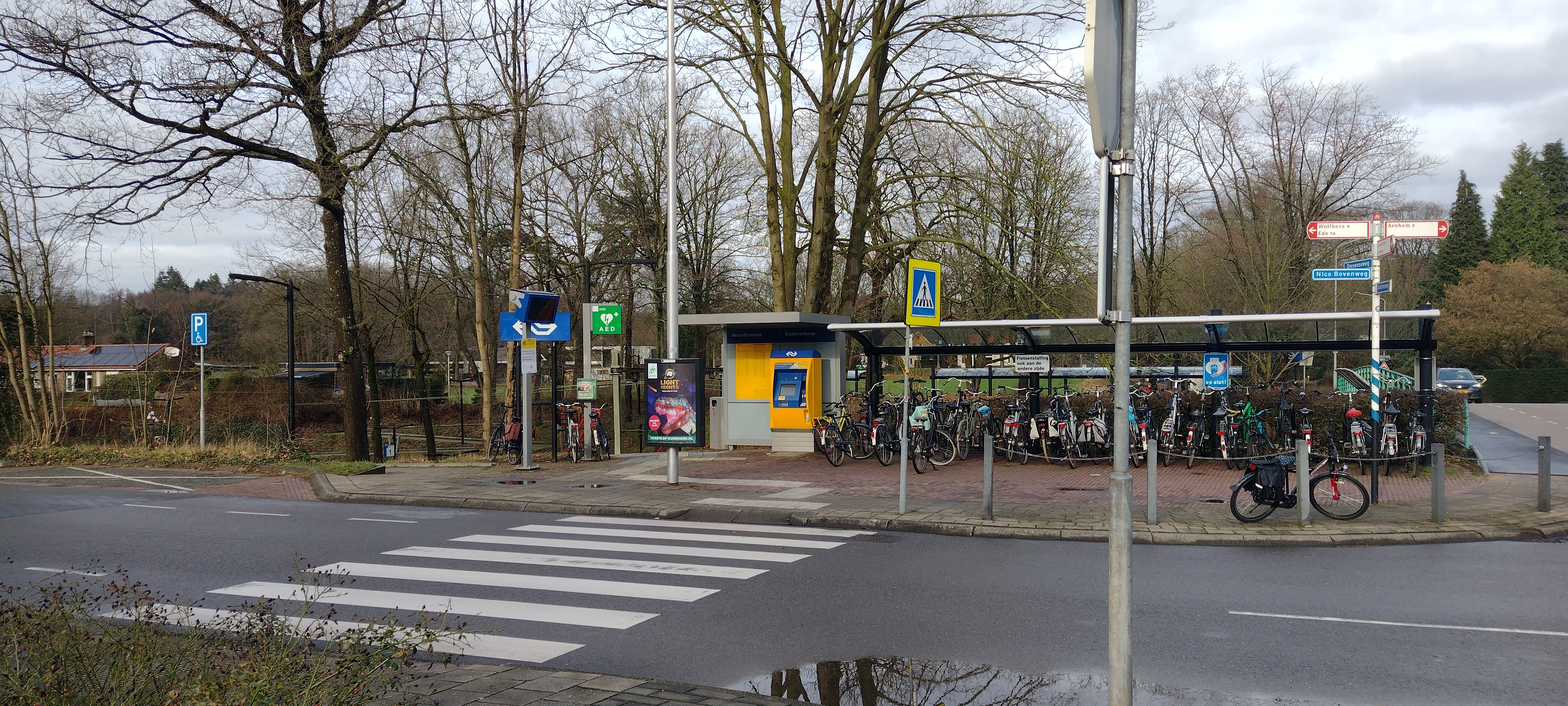
Station in 2024

## Toekomst
Connexxion, dat tot 10 december 2023 het treinvervoer op de Valleilijn verzorgde, en de provincie Gelderland wilden graag de sprinter tussen Ede-Wageningen en Arnhem Centraal overnemen en koppelen aan de Valleilijn. NS ging samen met Connexxion aan het onderzoeken of dat mogelijk was.

## Ontwikkeling aantal reizigers
Het aantal door NS vervoerde reizigers (per gemiddelde werkdag) ontwikkelde zich sedert 2019 als volgt:
| Jaar | Aantal reizigers |
| ---- | ---------------- |
| 2019 | 501              |
| 2020 | 230              |
| 2021 | 248              |
| 2022 | 397              |
| 2023 | 526              |
| 2024 | 552              |